# 177830 Rubenhagen
177830 Rubenhagen este o planetă minoră (asteroid), cu un diametru de 6,074 km, din centura de asteroizi. A fost descoperită pe 9 iulie 2005 la Jarnac Observatory⁠(d) de Jarnac Observatory⁠(d). 
Obiectul prezintă o orbită caracterizată de o semiaxă mare de 3,0340233961835 UAi, o excentricitate de 0,17218241681325, o înclinație de 25,117076618719 ° în raport cu ecliptica.